# テネシー・ワルツ (安部恭弘の曲)
『テネシー・ワルツ』は、安部恭弘9枚目のシングル。1986年4月23日発売。編曲者に井上鑑を加えた収録アルバム『Tune box the summer 1986』を象徴する一曲で、フジテレビ系ドラマ「木曜ドラマストリート」主題歌として使用された。
曲調としては、安部本来のマイルド感はあまり見られないが、引き締まった硬質なサウンドに仕上がり、自身が歌唱したシングルでは一番のヒット作となった。期待されたほどの大ヒットには到らなかったものの、その後の安部本来の繊細な感覚を生かしたマイペースなアルバム作りを見れば、この時に変にブレイクするよりも結果的には良かったと寸評されている。

## 収録曲
全作曲：安部恭弘
1. テネシー・ワルツ
作詞：売野雅勇／編曲：井上鑑
2. PUMPS
作詞：森浩美／編曲：清水信之

## 参考資料
- 木村ユタカ監修『ジャパニーズ・シティ・ポップ』（増補改訂版）シンコーミュージック・エンタテイメント〈ディスク・コレクション〉、2020年2月。ISBN 978-4401648771。